# Ramiro González Hernández
Ramiro Gabriel González Hernández (Rosario, 21 de noviembre de 1990) es un futbolista argentino nacido en Rosario, provincia de Santa Fe, Argentina, nacionalizado chileno. Se desempeña como defensa en Everton de la Primera División de Chile.

## Trayectoria
Debutó como profesional el año 2013 vistiendo los colores de Alvarado, para luego pasar por diferentes clubes del ascenso argentino, Unión Aconquija, Juventud Unida e Instituto de Córdoba. Tras no lograr el ascenso con La Gloria, a mediados de 2017 fue contratado por Unión Española, pudiendo optar a la nacionalidad chilena, ya que sus abuelos son de ese país.
Tras una buena campaña en el conjunto hispano, continuó su carrera en México, con dos etapas en Club León y un paso por Atlético San Luis. En enero de 2022, pese a tener todo acordado para regresar a Chile para vestir la camiseta de Palestino, tras recibir una mejor oferta, fichó por Talleres de Córdoba de Argentina. Tras rescindir su contrato con La T a medidados de año, y luego de un frustrado fichaje por Colo-Colo debido a no aprobar los exámenes médicos, firma con Platense.
En diciembre de 2022, tras aprobar sus exámenes médicos, es confirmado como nuevo jugador de Colo-Colo, con un contrato por una temporada.

## Clubes
| Club              | País      | Año       |
| ----------------- | --------- | --------- |
| Alvarado          | Argentina | 2013-2014 |
| Unión Aconquija   | Argentina | 2015      |
| Juventud Unida    | Argentina | 2016      |
| Instituto         | Argentina | 2016-2017 |
| Unión Española    | Chile     | 2017-2018 |
| León              | México    | 2019-2020 |
| Atlético San Luis | México    | 2020-2021 |
| León              | México    | 2021      |
| Talleres          | Argentina | 2022      |
| Platense          | Argentina | 2022      |
| Colo-Colo         | Chile     | 2023-2024 |
| Everton           | Chile     | 2025-Act. |

## Palmarés

### Títulos nacionales
| Título             | Equipo    | País  | Año  |
| ------------------ | --------- | ----- | ---- |
| Copa Chile         | Colo-Colo | Chile | 2023 |
| Primera División   | Colo-Colo | Chile | 2024 |
| Supercopa de Chile | Colo-Colo | Chile | 2024 |